# Срце и њена деца
Срце и њена деца („Једног лепог дана”) је југословенски филм из 1988. године. Режирао га је Божидар Николић, а сценарио је написао Слободан Стојановић. Помоћни режисер филма био је Драгослав Бокан.

## Радња
Прича о раном сазревању једног дечака која потврђује стару истину да су живот, радост и невоље кoјe у себи носи, најбољи васпитачи и учитељи. Десетогодишњи дечак, стицајем околности, прихвата одговорност, откривајући притом свет и људе и притом тако рано израста у зрелог човека.

## Улоге
| Глумац                   | Улога            |
| ------------------------ | ---------------- |
| Мирјана Карановић        | Срце             |
| Димитрије Петровић       | Дечак Шеф        |
| Велимир Бата Живојиновић | Господин Михаило |
| Мира Бањац               | Кева             |
| Ружица Сокић             | Ана              |
| Столе Аранђеловић        | Веља             |
| Синиша Ћопић             | Студент          |
| Никола Милић             | Кустос           |
| Љиљана Газдић            | Дебела           |
| Лидија Плетл             | Попадија         |
| Драгана Поповић-Гломазић | Згодна радница   |
| Војислав Кривокапић      | Црногорац        |
| Љиљана Петровић          | Радница          |
| Милан Сретеновић         | Поп              |
| Петар Лупа               | Дедица           |
| Мирољуб Димитријевић     | Конобар          |
| Миња Стевовић Филиповић  |                  |
| Рас Растодер             | Тесар            |